# Carlo Milani
Carlo Milani (1895 – 1951) è stato un politico italiano.
Esponente della Democrazia Cristiana, fu vicesindaco e poi sindaco di Pavia dal 1948 al 1951, secondo sindaco della città dell'età repubblicana. Affetto da cardiopatia, morì prematuramente nel 1951.
Fu il padre dello scrittore, giornalista e fumettista pavese Mino Milani, il quale nel 2017 ha recuperato e dato alle stampe il Diario di guerra in cui Carlo documentò la propria esperienza al fronte nel battaglione "Monte Spluga" del 5º Reggimento Alpini durante la prima guerra mondiale.